# コオリミミズ
コオリミミズ（氷蚯蚓、学名: Mesenchytraeus solifugus）はヒメミミズ科のミミズの一種。一生を0℃の環境で過ごす数少ない生物である。

## 形態・生態
体長1 - 2cm程度で、体色は黒い。気温が-7～+4℃の間でしか生きられないため、0℃に保たれている氷や雪の中に生息している。普通のミミズと同様に静水力学的骨格を持ち、氷を掘り進むことができる。コオリミミズは、夏の午後から夜にかけて氷上に大量に現れ、氷雪藻類や微生物、風で飛ばされてきた花粉などの有機物を餌にしている。そして、夜明けとともに氷の中に潜り、冬が来ると氷の奥深くに姿を消す。
コオリミミズの体液はグリセリンを含んでいて凝固点降下を起こしているため、-7℃以下にならなければ凍結しない。反面、浸透圧が高くなっているため、常温の水に入れると過剰に吸水し、細胞膜が破裂して死ぬ。また、5℃を越える外気に暴露されると体が自己分解を起こして死ぬため、氷の中でしか飼育することができない。この氷の中で活動が活発になる特性はアデノシン三リン酸（ATP）を通常の生物より早く合成するDNA構造に関係している。

## 分布
アラスカから北ワシントン州まで沿岸の氷河に分布している。